# 曹禺
曹禺（1910年9月24日—1996年12月13日），本名萬家寶，字小石，小名添甲，湖北省潜江市人，生于天津市，中国現代剧作家以及戏剧教育家，他被稱為“中國的莎士比亞”。把他的本姓「萬”字，拆为“草字头”和“禺”，再把草字頭换为曹，就成了筆名“曹禺”。

## 生平
曹禺1910年9月24日出生于天津意租界二马路28号（今河北区民主道23号）小洋楼。

### 父親
曹禺的父親萬德尊曾任黎元洪的秘書。曹禺在《人民戲劇》(1979年第3期)中說「我出身在一個官僚家庭裏，看到過許多高級惡棍、高級流氓；《雷雨》、《日出》、《北京人》裏出現的那些人物，我看得太多了，有一段時間甚至可以說和他們朝夕相處」。據曹禺憶述，他的父親「為人膽子很小，又從來沒有打過仗，加上他讀書較多，便更像是個文人，四十多歲，他就不做事了，經常找幾個詩人在一起吃吃喝喝，寫點詩文。」
父親先後迎娶三名妻子：首名妻子燕氏誕下他的姐姐萬家瑛及哥哥萬家修；第二名妻子薛氏是他的生母，但不幸在生下曹禺3天後便因產褥熱而離世；第三名妻子是他生母的孿生姐妹，名叫薛詠南，但她沒有誕下子嗣。

### 求學
曹禺沒有上過小學，自幼在家塾中學習古典文學（如《紅樓夢》、《鏡花緣》）和傳統經典（如四書五經及《史記》）；他又從林琴南所譯的西洋小說中接觸西方文學。他很早便接觸戲劇，少年時代跟隨繼母觀看京戲、崑曲、河北梆子、蹦蹦調、唐山落子等許多地方戲，以及當時流行的文明新戲；另外，他亦因從小熟讀《戲考》而加深對傳統戲劇的認識。
1922年插班進入南開中學讀二年級。1925年（15歲）加入南開新劇團，先後參加了《壓迫》、《玩偶之家》（扮演主角娜拉）、《國民公敵》、《織工》等劇的演出，改編並參加演出了《財狂》、《爭強》，這些演出經歷使他對戲劇藝術規律有了更深一步的理解，曹禺自言「南開新劇團是我的啟蒙老師」。曾經想從醫，但兩次投考協和醫學院都沒能考上。這時期的他閱讀很多外國劇本，包括南開教師張彭春饋贈的英文版《易卜生全集》。張彭春是當時南開中學的代理校長，對他的戲劇影響深遠。
1928年，曹禺入讀南开大学政治系、次年轉入清华大学西洋文學系。1929年，曹禺的父親去世，而此事對他的影響很大，令他深刻體會到世人的醜惡－「我父親死後，親朋離散……所有的人對我報喪都不起勁，除了李仲可，別的人都不來過問了。家庭一敗，立即臉就變了，就像魯迅說的那樣：『有誰從小康人家墮入困頓的嗎？我以為這條路中，大概可以看到世人的真面目。』真像魯迅經歷的那樣，家庭一敗就完了，找誰誰都不管，真是可怕的啊！這種體驗是平時不可能得到的，這種人生的體驗對我來說是太深刻了。」

### 寫作與教學
1933年大学毕业后，曹禺到河北保定育德中学任教。数月后，又进入清华研究院研究戏剧。他21岁时开始了背景取于天津的剧本《雷雨》的创作，1934年7月发表于《文学季刊》。同年9月回天津，在河北女子师范学院外文系任教。1935年发表《日出》，同年8月应邀赴南京国立戏剧专科学校任教。1942年初辞去国立戏剧专科学校的教职离开江安赴重庆从事戏剧写作和编导活动。
1946年3月，与老舍应美国国务院邀请赴美讲学。1947年1月回国，应熊佛西校长之聘，到上海实验戏剧学校任教，同时开始构思创作电影剧本《艳阳天》。1948年，由文华影业公司拍成影片，曹禺自任导演。1949年2月，在中国共产党的安排下，秘密转道香港抵达北平，2月28日离港北上，3月18日抵京，参加了新政治协商会议筹备会。
中华人民共和国成立後，曹禺曾经担任过中央戏剧学院副院长、北京人民艺术剧院院长等职务，还写了《胆剑篇》和《王昭君》两个剧本。

### 中共建政後與晚年
曹禺的創作黃金時期是中共建政前，作品廣為流傳，戰後也由藝文界人士引入台灣演出，如1947年《日出》曾在台灣省立師範學院大禮堂公演，《雷雨》則多次在公會堂等地演出。文革中受到慘烈迫害，腿被打瘸，幾度想死，解放後忙於在多地演講與恢復創作，但晚年仍感到恐懼，直到1996年先生逝世，一生經歷编辑為《曹禺全集》。

## 作品
曹禺的代表作包括其處女作《雷雨》、還有《原野》、《日出》、《北京人》。

### 代表剧作
- 《雷雨》（1933年）：曹禺要把它寫成一個悲劇，他以性愛和血緣的各種巧合的倫常糾葛，來沖淡這個悲劇的社會性質。他對劇中人的經歷，都通過了精煉的對話和細膩的描寫述說出來。
- 《日出》（1936年）：曹禺進一步求取社會問題的答案，描寫過著寄生生活的女性，投機的銀行經理、蒼白無力的知識分子、被壓搾的小職員等等。
- 《原野》（1937年）
- 《全民總動員》（1938年，与宋之的合著，又名《黑字二十八》）
- 《蛻變》（1939年）：表露了曹禺對抗戰的希望。
- 《正在想》（1939年）
- 《北京人》（1941年）
- 《家》（1942年，改編自巴金的小說激流三部曲的第一部）
- 《鍍金》（1943年）
- 《罗密欧与朱丽叶》（1943年，翻譯作品）
- 《橋》（1946年）
- 《明朗的天》（1954年）
- 《膽劍篇》（1961年，与于是之、梅阡合著）
- 《王昭君》（1978年）

### 剧作之外
- 《今宵酒醒何处》小说，1926年发表在天津《庸报》副刊《玄背》上，第一次使用笔名“曹禺”。后陆续在《南开周刊》、《国闻周报》等报刊上发表诗歌、歌、杂文，以及翻译的莫泊桑小说等多篇。
- 《南风曲》诗歌，原载《南开双周》第1卷第4期，1928年5月14日。
- 《前进，英雄的中国人民》诗歌，原载《人民日报》1950年11月19日。
- 《迎春集》散文集，1958年9月北京出版社。
- 《纪念北京人艺建院三十周年》散文。原载《戏剧论丛》1982年第2辑。
- 《曹禺自述》2005年京华出版社。

### 文集
- 《曹禺选集》，1978年人民文学出版社
- 《曹禺全集》共7卷，1996年花山文艺出版社。第一卷至第四卷为话剧剧本，第五卷为戏剧论著，第六卷为小说、诗歌、散文、书信及其他文章，第七卷为改译著作。
- 《曹禺文集》共4卷，2014年中国戏剧出版社
- 《曹禺戏剧全集》共5卷，2014年人民文学出版社

## 劇本特色
曹禺戲劇喜好暴露社會問題，反映現實生活，愛憎感情強烈，善於描寫悲劇人物及悲劇性的生活內涵，情感豐富細膩，戲劇情節主線清晰，結構緊湊，情節曲折，精心布設懸念，引人入勝地展開戲劇衝突。
曹禺把話劇由著重情節，轉為較重人物性格，善於塑造人物，描寫人物內心世界，劇中人物說話生動口語化，又富於個性，經得起咀嚼。語言真切明白，簡潔易懂。他喜借鑒外國戲劇，與中國國戲劇傳統結合。

## 评价
曹禺被誉为“中国的莎士比亚”?湯顯祖?。曹禺的《雷雨》在上海曾轰动三年，茅盾赋诗曰：“当年海上惊《雷雨》”。

## 影響

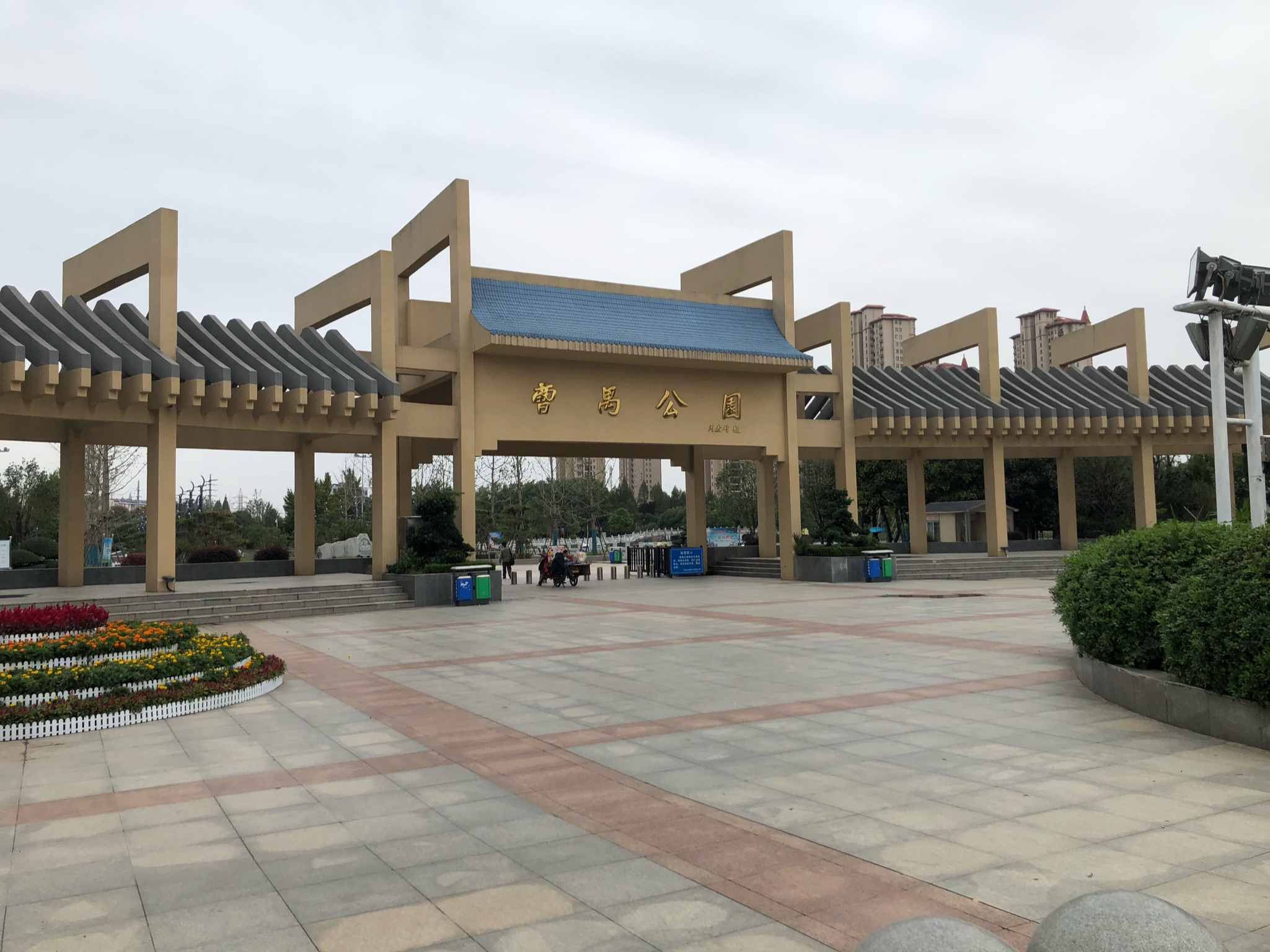
潜江市曹禺公园

曹禺的戲劇，標誌中國話劇藝術漸趨成熟，推動了話劇創作水平的提高和發展。他從大量外國文學汲取現實主義的營養，創造眾多呼之欲出的人物，豐富了中國現代文學。

## 家庭
- 第一个妻子，郑秀[9]，生长女万黛、次女万昭，
- 第二个妻子，方瑞，生三女万方，四女万欢，
- 第三个妻子，李玉茹。
- 堂弟，万钢，中国前任科技部部长。

## 畫像
- 曹禺 / 江啟明 (Kong Kai Ming)  （页面存档备份，存于）  Portrait Gallery of Chinese Writers (Hong Kong Baptist University Library 香港浸會大學圖書館)

## 研究書目
- 劉紹銘：《小說與戲劇》，台北洪範書店，1977年。
- 田本相：《曹禺传》，东方出版社，2009年。

## 外部連結
- 曹禺与走向成熟的话剧 （页面存档备份，存于）

| 文化職務                       | 文化職務                                            | 文化職務               |
| ------------------------------ | --------------------------------------------------- | ---------------------- |
| 前任： 李伯钊                  | 北京人民艺术剧院院长 1952年6月－1996年12月          | 繼任： 刘锦云          |
| 空缺上一位持有相同頭銜者：田汉 | 中国戏剧家协会主席 1978年6月－1996年12月            | 繼任： 李默然          |
| 前任： 周扬 （主席）           | 中国文学艺术界联合会执行主席 1988年11月－1996年12月 | 繼任： 周巍峙 （主席） |